# Pierre Ladoyreau
Pierre Ladoyreau ou Pierre Ladoireau est un orfèvre, fondeur et ciseleur français actif à Paris et à Versailles à la fin du XVIIe siècle, mort le 28 octobre 1716. On lui doit un certain nombre d'œuvres au Château de Versailles et surtout à la Galerie des Glaces.
Pour des trophées destinés au  Salon de la Guerre, Ladoyreau reçut un acompte le 13 décembre 1682 et le solde le 22 août 1702. Pour une autre commande de 1702, toujours pour Versailles, les héritiers du fondeur touchèrent le solde en 1769 ! Source article de 2007 de Baulez et Maral.